# Clare Hill
Clare Hill – miasto w Antigui i Barbudzie, na wyspie Antigua (Saint John). Populacja wynosi 1462 mieszkańców (2013).